# 敦達加市鎮
敦達加市鎮，曾是拉脫維亞的一個市鎮，設立於2009年。位於該國西北部，人口4878人，面積675.6平方公里，人口密度約7.2人/km2。
2021年7月1日，敦達加市鎮与其它市镇一起合并至塔爾西市鎮。

## 外部連結
- 塔爾西市鎮官方網站 （页面存档备份，存于） （拉脱维亚文）